# De vaart bij 's-Graveland

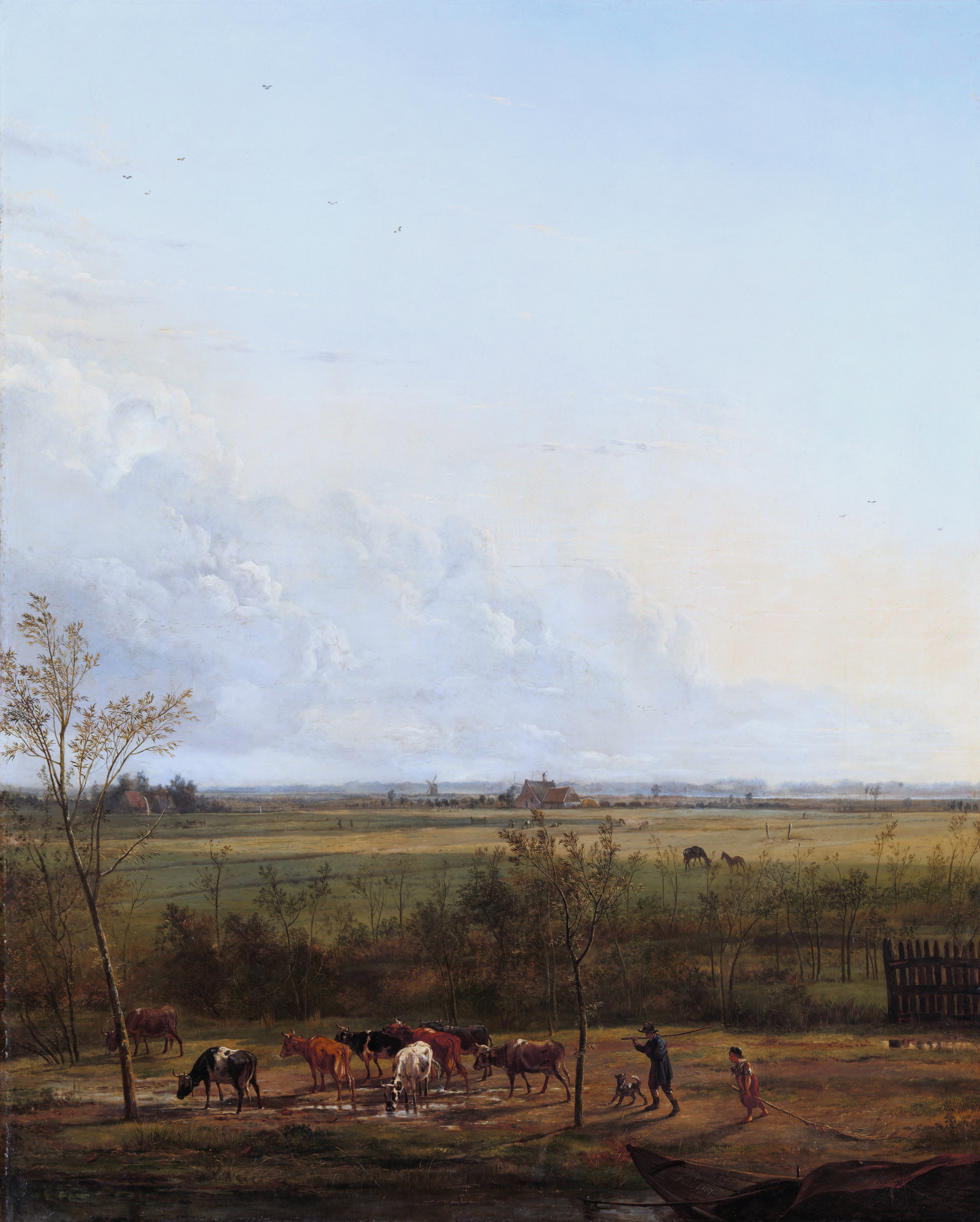
Vergezicht over de weiden bij 's-Graveland, 1817

De vaart bij 's-Graveland is een schilderij van de Nederlandse kunstschilder Pieter Gerardus van Os, geschilderd in 1818, olieverf op doek, 111,5 x 89,5 centimeter. Het toont een gezicht op een aantal huizen langs de 's-Gravelandsevaart, geschilderd vanuit een hoger gelegen standpunt. Het schilderij bevindt zich thans in de collectie van het Rijksmuseum Amsterdam. Het werd in 1934 aan het museum geschonken door de achterkleinzoon van Herman Waller, die Van Os in 1817 opdracht had gegeven tot het werk.

## Context
Toen Van Os in 1810 vanuit Amsterdam naar 's-Graveland verhuisde, stond hij al te boek als een van de beste veeschilders van zijn tijd. Die reputatie zou hij tot aan het einde van zijn leven behouden, en nog lange tijd daarna. Tegenwoordig echter worden vooral een aantal werken die hij tussen 1810 en 1819 in 's-Gravelande vervaardigde als artistiek interessant beschouwd, met name de schilderijen waarop geen vee is te zien, of slechts op de achtergrond: het gaat dan om een aantal militaire rapportagestukken die hij tussen 1813 en 1814 maakte rondom het Beleg van Naarden en twee opzienbarende vergezichten over 's-Gravelande en omgeving die hij in 1817-1818 schilderde, waaronder de opvallend modern aandoende De vaart bij 's-Graveland.

## Afbeelding
De vaart bij 's-Graveland toont een landschap met een gezicht op de 's-Gravelandsevaart, die links beneden abrupt wordt afgebroken. Aan weerszijden van het water staan enkele huizen en boerderijen met links een herder met schapen. Rechts beneden zien we een in levendige kleuren geschilderde boomgaard, met daarin verscholen twee keffende honden en een oude tuinman. Het incidentele karakter van het schilderij was voor die tijd bijzonder vooruitstrevend en anticipeert op de moderne schilderkunst zoals die eigenlijk pas in de tweede helft van de negentiende eeuw gemeengoed werd.
De modern aandoende uitstraling van De vaart bij 's-Graveland wordt bovendien versterkt door het verhoogde standpunt van waaruit het werk geschilderd is. Van Os kreeg in 1817 opdracht van de Amsterdamse koopman Herman Waller voor twee gezichten op ’s-Graveland. Hij schilderde deze vervolgens vanuit het zolderraam van Wallers buitenhuis aldaar. Het hoge standpunt leverde een ongewoon perspectief op, met onder andere een bijzondere, bijna heimelijke blik op de tuin.
De pendant van De vaart bij 's-Graveland, Vergezicht over de weiden bij 's-Graveland, toont een andere kant van het uitzichtvanuit Wallers huis, met op de voorgrond de 's-Gravelandsevaart en rechtsonder de voorplecht van een bootje. Aan de overzijde van de vaart ligt thans het plaatsje Kortenhoef.

## Ontvangst
Van Os zond zijn twee vergezichten samen met enkele veeschilderijen in 1818 in naar de 'Tentoonstelling van Levende Meesters' in Amsterdam. Met name De vaart bij 's-Graveland werd daar nogal vernietigend beoordeeld. Critici vonden het schilderij 'niet mooi genoeg' en maakten bezwaar tegen het hoge standpunt van de schilder. Kunstcriticus Ten Beste, een pseudoniem van Jeronimo de Vries, vond het werk 'meer kunstig dan mooi' . De onderwerpskeuze werd 'te gewoontjes' geacht en miste de in die tijd geliefde zeventiende-eeuwse uitstraling.
Van Os werd tijdens de tentoonstelling wel geprezen om zijn landschappen met koeien. De rest van zijn leven zou dat vervolgens ook gewoon weer zijn belangrijkste onderwerp blijven.